# جيم ديفيس
جيم ديفيس (بالإنجليزية: Jim Davis)‏ (و. 1909 – 1981 م) هو ممثل، وممثل تلفزيوني، من الولايات المتحدة الأمريكية، ولد في إدغرتون، ميزوري، توفي عن عمر يناهز 72 عاماً بسبب ورم نقوي متعدد، وورم المخ.

## وصلات خارجية
- جيم ديفيس على موقع IMDb (الإنجليزية)
- جيم ديفيس على موقع الموسوعة البريطانية (الإنجليزية)
- جيم ديفيس على موقع روتن توميتوز (الإنجليزية)
- جيم ديفيس على موقع ألو سيني (الفرنسية)
- جيم ديفيس على موقع أول موفي (الإنجليزية)
- جيم ديفيس على موقع قاعدة بيانات الأفلام السويدية (السويدية)
- جيم ديفيس على موقع إن إن دي بي (الإنجليزية)
- جيم ديفيس على موقع قاعدة بيانات الفيلم (الإنجليزية)
- جيم ديفيس على موقع كينوبويسك (الروسية)